# 小行星6564
小行星6564（6564 Asher）是一颗绕太阳运转的小行星，为火星轨道穿越小行星。该小行星于1992年1月25日发现。

## 轨道参数
小行星6564的轨道半长轴为1.8816888 UA，离心率为0.266。